# レキシン
レキシン（Lexin）は、スウェーデンの辞書サイト。スウェーデン語と多言語（英語、アラビア語、ボスニア語、クロアチア語、フィンランド語、ギリシア語、ロシア語、トルコ語、スペイン語）の単語の対訳を掲載している。